# Павлов, Анатолий Николаевич
Анатолий Николаевич Павлов (род.март 1931 года, Ленинград, СССР - ум. ??, Санкт-Петербург, Россия) — советский конькобежец, абсолютный чемпион СССР, бронзовый призёр чемпионата СССР в абсолютном зачёте, рекордсмен СССР. Заслуженный мастер спорта СССР. Выступал за "Трудовые резервы" (Ленинград).

## Биография
Анатолий Николаевич родился в Ленинграде в семье крестьянина Николая Павлова, потом рабочего Ленинградского порта. После обучения в школе поступил в Ленинградское ремесленное училище, где увлёкся сначала боксом, а потом и коньками. С 15-лет тренировался у Аркадия Васильевича Макарова вместе с младшим братом Павлом. Вскоре талант юного конькобежца заметили. Его поддержали и в ремесленном училище № 15, и в секции, где он занимался. В 1948 году его отправили на X Всесоюзные юношеские соревнования в Архангельск, и он оправдал их надежды, вернулся с первым местом.
Он мечтал поступить в институт, но знаний для поступления в вуз было маловато, и Анатолий поступил в вечернюю школу молодёжи. В 1949 году на стадионе ЦДКА впервые участвовал в чемпионате СССР, хоть и не попал даже в "десятку", но улучшил рекорд СССР среди юниоров в забеге на 1500 метров. В марте того года победил в многоборье на зимней юношеской Спартакиаде "Трудовых резервов". По окончании училища Павлов работал слесарем - сборщиком на заводе имени Козицкого и в 1949 году поступил в институт им.Лесгафта.
В 1950 году на чемпионате СССР в классическом многоборье 19-летний спортсмен стал бронзовым призёром, при этом установил всесоюзный юношеский рекорд 18;07,30 секунд в забеге на 10 000 метров. В конце февраля 50-го на чемпионате РСФСР Анатолий встретился на последней дистанции с опытным Юрием Головченко и в условиях непогоды на мягком льду выиграл Павлов, став впервые чемпионом республики. В марте он одержал победу в многоборье на последних соревнованиях сезона приз им. Кирова. В течение последней недели он дважды побил всесоюзные рекорды на 3000 и 5000 метров.
Через год, в феврале 1951 года 19-летний студент института им.Лесгафта участвовал в Румынии на IX Всемирных студенческих играх, выиграв два "серебра" и одну "бронзу" и стал чемпионом в сумме многоборья. В марте на чемпионате СССР в Свердловске он завоевал золотую медаль в абсолютном зачёте, набрав в сумме 196,663 очка и побив личные рекорды на всех четырёх дистанциях. В 1953 году в составе сборной отправился на X Всемирные студенческие игры, проходившие в Вене и выиграл золотую медаль в забеге на 3000 метров.
Анатолий Павлов в 1954 году стал чемпионом Ленинграда в многоборье и участвовал в региональных и Всесоюзных соревнованиях ещё несколько лет, но больших успехов не добивался. В 1960 году завершил карьеру спортсмена.